# (22698) 1998 RA5
(22698) 1998 RA5 es un asteroide perteneciente al cinturón de asteroides, descubierto el 10 de septiembre de 1998  desde el Observatorio de Višnjan, Zvjezdarnica Višnjan, Croacia.

## Designación y nombre
Designado provisionalmente como 1998 RA5.

## Características orbitales
1998 RA5 está situado a una distancia media del Sol de 3,050 ua, pudiendo alejarse hasta 3,097 ua y acercarse hasta 3,002 ua. Su excentricidad es 0,016 y la inclinación orbital 5,855 grados. Emplea 1945,11 días en completar una órbita alrededor del Sol.

## Características físicas
La magnitud absoluta de 1998 RA5 es 13,94. Tiene 8,593 km de diámetro y su albedo se estima en 0,095.